# Kristen Visbal
Kristen Visbal (* 3. Dezember 1962 in Montevideo, Uruguay) ist eine US-amerikanische Bildhauerin.

## Leben
Kristen Elizabeth Visbal wurde in Montevideo als Tochter des amerikanischen Paares Ralph Albert und Elizabeth Krystyniak Visbal, einer Malerin, geboren und wuchs in Potomac (Maryland) auf. Ihr Vater war im Auswärtigen Dienst der Vereinigten Staaten tätig, später für die Interamerikanische Entwicklungsbank. Die Eltern förderten die schulische Ausbildung ihrer Söhne und Töchter gleichermaßen. Von 1980 bis 1982 studierte Visbal an der University of Arizona in Tucson und von 1983 bis 1984 an der University of Maryland. Im Anschluss arbeitete sie in Vertrieb und Marketing der Vertriebsniederlassung von Omni Hotels in Washington DC. 1988 zog sie nach Lewes (Delaware), verkaufte Anzeigen für lokale Radiosender und arbeitete in einem Juweliergeschäft in Ocean City, bis sie etwa 1992 an die Universität zurückkehrte. Im Jahr 1995 schloss sie die Salisbury University in Salisbury (Maryland) mit einem Bachelor of Arts summa cum laude ab.
Bei der Kunstgießerei Johnson Atelier in Mercerville, New Jersey ließ sie sich von 1995 bis 1998 drei Jahre in den technischen Aspekten des Wachsausschmelzverfahrens ausbilden, bevor sie sich Ende 1998/Anfang 1999 mit ihrem eigenen Studio Visbal Fine Bronze Sculpture in Lewes selbständig machte.
Visbal ist Mitglied der National Sculpture Society, des Catharine Lorillard Wolfe Art Club, des Pen and Brush Club und der Allied Artists Of America.

## Werk
Visbals Werke sind vor allem Bronzeskulpturen, die sie mittels des Wachsausschmelzverfahrens fertigt. Zahlreiche ihrer meist überlebensgroßen Werke, die sich durch ihre realistische Ausarbeitung auszeichnen, stehen im öffentlichen Raum.
2003 wurde ihr der Charlotte Dunwiddie Memorial Award durch den Pen and Brush Club für ihre realistische Skulptur Jessica verliehen sowie die Gold Medal Of Honor des National Arts Club in New York City für ihre Skulptur Prowler eines bengalischen Tigers.

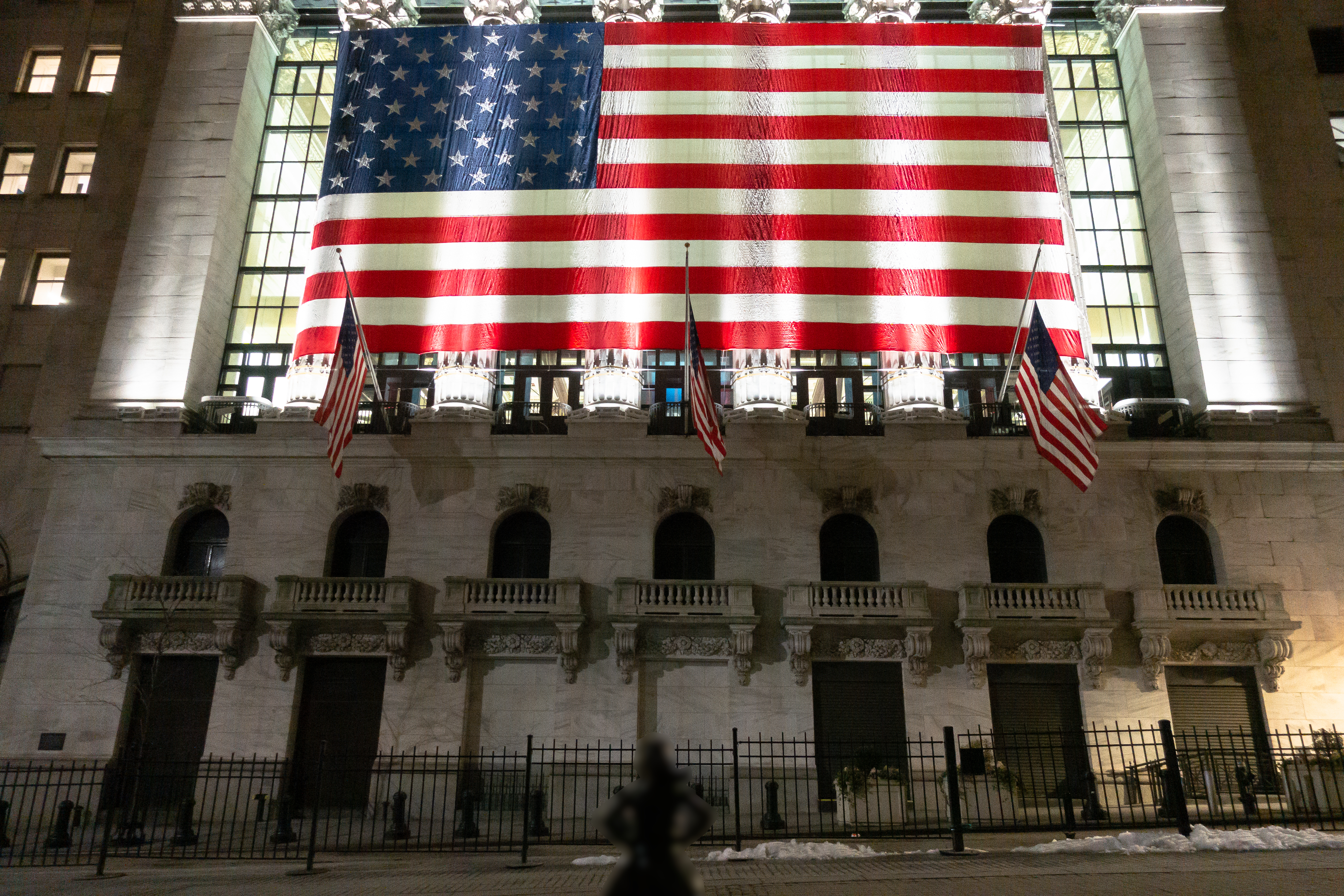
Statue des "Fearless Girl" am endgültigen Standort vor der New York Stock Exchange (NYSE), Februar 2019

Große mediale Präsenz erreichte ihre Statue des Fearless Girl, die am 8. März 2017 im Bowling Green Park in New York City gegenüber der Statue des Charging Bull aufgestellt wurde. Seit 2018 arbeitet Visbal an einer Reihe von 25 limitierten Repliken der Statue, die an öffentlichen Orten aufgestellt werden, damit die Statue weiterhin eine Botschaft der Gleichstellung der Geschlechter verbreiten kann. In Oslo wurde am 8. März 2018 eine der Repliken aufgestellt, sie steht vor dem Grand Hotel, gegenüber dem Norwegischen Parlament, welches sie ansieht.

### Werke im öffentlichen Raum
- 2018 Replik des Fearless Girl: Bronzeskulptur eines Mädchens, Oslo
- 2017 Fearless Girl: Bronzeskulptur eines Mädchens,  New York City
- The Goddess of the Sea: überlebensgroße Bronzeskulptur einer schwimmenden Meerjungfrau mit zwei Delphinen, Myrtle Beach, South Carolina[9][10]
- 2009–2011 und 2014 The Cradle of Coaches: Gruppe von zehn überlebensgroßen Bronzeskulpturen bekannter Footballtrainer (Thomas Van Voorhis, Carmen Cozza, Weeb Ewbank, Paul Dietzel, Red Blaik, Paul Brown, Bo Schembechler, Ara Parseghian, John Pont, John Harbaugh) an der Miami University, Cradle of Coaches Plaza, Oxford (Ohio).[11][12][13]
- 2009 In Search of Atlantis: überlebensgroße Bronzeskulptur eines schwimmenden Mädchens mit einer Meeresschildkröte, Atlantic Beach (Florida)[14][15]
- 2004 The American Cape: eine 3,76 Meter große Statue von Alexander Hamilton, Hamilton (Ohio)[16]
- 2003 Sea Express: Bronzestatue eines jungen Mannes, der auf dem Rücken eines Delfins reitet, Jacksonville Beach, Florida[17][18]
- 2002 Passing the Torch: Bronzestatue des Olympiasiegers Bob Hayes mit seiner Olympia-Kleidung von 1964 und der olympischen Fackel, Jacksonville (Florida)[19][20][21]
- 1997 Girl chasing Butterflies: Mädchen mit Schmetterlingsnetz. 2005 in Hershey Gardens in Hershey (Pennsylvania) aufgestellt.[22]

## Ausstellungen
- Extension Gallery, Mercerville, 1997
- Salisbury State University, 1995, 1999, 2000
- Lincoln Center, New York City, 1997
- Rehoboth (Delaware) Art League, 1998
- Rehoboth Art League, 2000
- Ward Museum, Salisbury, Maryland, 1999
- Easton (Maryland) Waterfowl Festival, 1999, 2001
- Art by the Sea, Juno Beach, Florida, 2001
- Pen and Brush Club, New York City, 2000–2003
- National Sculpture Society, 2001
- National Arts Club, 2001–2002